# Fantes
Els fantes (o fantis, o Mfantseko) són els membres d'un grup ètnic que tenen com a llengua materna el fante, dialecte de l'àkan. La majoria dels fantes viuen a Ghana, a la regió Central però també hi ha minories a Monròvia, Libèria i a la regió de Comoé Meridional, a Costa d'Ivori. En total entre 1.900.000 i més de tres milions de fantes. Originàriament, amb el terme de fante es referia als estats que hi havia a 50 milles de radi de la ciutat de Mankessim: Kurantsi, Abura, Anyan, Akumfi, Nsukum, Ejumako i Gomoa.

## Situació geogràfica i pobles veïns
Els fantes són els membres del grup humà que parlen el dialecte fante.
L'estat on viuen la majoria és Ghana, però també n'existeixen minories a Costa d'Ivori i Libèria.
- Ghana - 3.233.000 fantes.
- Costa d'Ivori - 21.000 fantes.
- Libèria - 33.000 fantes

### Fantes a Ghana
Segons el peoplegroups, la majoria del territori fante està situat a la regió Central i hi ha petites porcions del seu territori a les regions que l'envolten com la regió Aixanti. Segons el joshuaproject, el 62% dels fantes són cristians i el 38% són musulmans.

### Fantes a Costa d'Ivori
El territori fante de Costa d'Ivori està situat als voltants de la ciutat d'Abengourou, al nord de la regió de Indénié Djuablin.

### Fantes a Libèria
Segons el peoplegroups, els 45.000 fantes liberians viuen a Monròvia i els seus voltants.

## Història
Quan els portuguesos van arribar a la regió en el segle xv, els fantes van frenar-los que es dirigissin a l'interior i els van arrendar part de les seves propietats perquè fessin missions comercials. Però quan els portuguesos es van oposar a les seves lleis, els fantes els van expulsar. A partir d'aquell moment van arribar els holandesos, seguits dels britànics. Els fantes foren intermediaris entre els comerciants europeus i els africans de l'interior.
A principis del segle xviii es va formar la Confederació Fante perquè els europeus com una contrapart seriosa. Així, el 1844 es va fer un enllaç entre els fantes i els britànics que va permetre que la Costa d'Or guanyés independència sense fer cap guerra cent anys després. Hi va haver moltes guerres aixanti-fantes. Una vegada, els fantes foren ajudats pels britànics, els que van acabar destruint la forta confederació fante que s'havia establert entre el 1868 i el 1872 per a obtenir l'hegemonia a la costa.

## Grups humans germans
Els fantes són part del poble Àkan, juntament amb els aixantis, els akuapems, els akyems, els baules i els guams, entre d'altres. Els fantes s'han mantingut estables en població i en l'actualitat representen el tercer grup àkan més nombrós.

## Llengua
Els fantes tenen com a llengua materna un dialecte de l'àkan, el fante.

## Religió

### Fantes de Ghana
Segons el joshuaproject, el 62% dels fantes ghanesos són cristians i el 38% són musulmans. El 45% dels fantes ghanesos cristians són protestants, el 35% pertanyen a esglésies independents i el 20% són catòlics. El 3,5% segueixen moviments evangelistes. Segons el peoplegroups la seva religió primària són les religions africanes tradicionals, ja que aquesta està molt arrelada en la seva pròpia identitat i que consideren la conversió a l'assimilació cultural.

### Fantes de Costa d'Ivori
Segons el joshuaproject, el 60% dels fantes ivorians són cristians i el 40% creuen en religions tradicionals africanes. El 60% dels fantes ivorians cristians són catòlics, el 20% pertanyen a esglésies independents i el 20% són protestants. El 3,5% segueixen moviments evangelistes. Segons el peoplegroups la seva religió primària són les religions africanes tradicionals, ja que aquesta està molt arrelada en la seva pròpia identitat i que consideren la conversió a l'assimilació cultural.

### Fantes de Libèria
Segons el joshuaproject, el 65% dels fantes liberians són cristians, el 29% creuen en religions tradicionals africanes i el 6% són musulmans. El 50% dels fantes liberians cristians són catòlics, el 20% pertanyen a esglésies independents i el 30% són protestants. El 6% segueixen moviments evangelistes. Segons el peoplegroups, la religió primària dels fantes liberians és el cristianisme, particularment l'església catòlica.